# Camp de concentration de Fürstengrube
Le camp de concentration de Fürstengrube était un des plus grands camps externes dépendant d'Auschwitz. Il était situé à Fürstengrube (en polonais Wesoła), à 5 km au sud-ouest de Myslowitz en Haute-Silésie.
Ce camp a été construit en septembre 1943 comme camp de travail de la mine de charbon de Fürstengrube.
Le 19 janvier 1945 eut lieu l'évacuation du camp devant l'avancée des troupes russes. Les 1 283 prisonniers restants ont entamé une marche de la mort sous le commandement du dernier commandant du camp, le SS-Oberscharführer Max Schmidt, qui occupait cette fonction depuis mars 1944.
Les 400 détenus survivants ont été placés sur le navire Cap Arcona qui a été coulé par la RAF le 3 mai 1945 dans la baie de Lübeck.

## Déportés célèbres du camp
- Gideon Klein, pianiste et compositeur tchèque.
- Szmuel Piwnik, connu sous le nom de Sam Pivnik, auteur